# Sipro
Die Sipro Stahl Holding AG (Marktauftritt SIPRO oder SIPRO STEEL SOLUTIONS) mit Sitz in Geroldswil ist eine international tätige Schweizer Unternehmensgruppe im Stahlhandelsbereich.
Das Kerngeschäft der Unternehmensgruppe ist der Vertrieb von Stahl-Langprodukten in den Bereichen Qualitäts-, Edelbau- und Edelstahl. Diese werden über die eigenen Handelsgesellschaften direkt bei den mehrheitlich italienischen Stahlproduzenten eingekauft und hauptsächlich als Vormaterial für die Automobil-, Bau- und Maschinenindustrie, für den lagerhaltenden Handel sowie als einbaufertige Teile für die Bahn- und Grossindustrie im europäischen Raum weiterverkauft.
Die Gruppe beschäftigt derzeit 45 Mitarbeiter und erwirtschaftete im Jahr 2018 einen Absatz von 780'000 Tonnen Stahl.

## Geschichte
Das heute in zweiter Generation geführte Unternehmen wurde 1968 von Fred Wüthrich (1937–2022) als Sipro Siderprodukte AG gegründet. Diese befindet sich noch heute unter dem Dach der Sipro Stahl Holding AG mehrheitlich im Familienbesitz.
Die Grundlage der Gruppe beruht auf den im Verlaufe der Jahre bei den italienischen Stahlwerkskonzernen Beltrame, Lucchini und Venete erworbenen Vertriebsrechten für den deutschsprachigen Raum und weiteren europäischen Ländern wie z. B. Benelux, Dänemark, Polen, Tschechien, Slowakei, Ungarn, sowie der Türkei. So kamen ab 1982 zur Sipro Siderprodukte AG weitere Handelsgesellschaften hinzu, zunächst die Sipro Beltrame AG, 1992 die Lucchini Siderprodukte AG, 2006 die Venete Siderprodukte AG und 2007 die Donalam Siderprodukte AG. Im Jahre 2018 wurde das Blechwalzwerk "Laminoire des Landes" in Bayonne (Frankreich) welches Grobbleche produziert und eine Produktionskapazität vom 500'000 Tonnen hat, mit der spanischen Stahlfirma Hierros Añón SA, fertiggestellt. Aufgrund der erfolgreichen Zusammenarbeit mit der Pittini-Gruppe wurde auf den 1. Januar 2019 die PITTINI Siderprodukte AG gegründet, die für den Vertrieb von Walzdraht nach Deutschland zuständig ist.